# ویلیام پوپ
ویلیام پوپ (انگلیسی: William Popp؛ زادهٔ ۲۱ اکتبر ۱۹۹۴) بازیکن فوتبال اهل ژاپن است.